# تشان فاتاناكا
تشان فاتاناكا (Chan Vathanaka) (مواليد 23 يناير 1994) هو لاعب كرة قدم. يلعب مع منتخب كمبوديا لكرة القدم.

## وصلات خارجية
- تشان فاتاناكا على موقع الاتحاد الدولي (مؤرشف)  (الإنجليزية)
- تشان فاتاناكا على موقع رابطة كرة القدم اليابانية للمحترفين (اليابانية)
- تشان فاتاناكا على موقع قاعدة بيانات كرة القدم.إي يو (الإنجليزية)
- تشان فاتاناكا على موقع ناشيونال فوتبول تيمز (الإنجليزية)
- تشان فاتاناكا على موقع Soccerway.com (الإنجليزية)
- تشان فاتاناكا على موقع عالم كرة القدم.نت (الإنجليزية)
- National Football Teams